# Ла-Рошель-6
Ла-Рошель 6-й кантон (фр. Canton de La Rochelle-6) — кантон во Франции, находится в регионе Пуату — Шаранта. Департамент кантона — Шаранта Приморская. Входит в состав округа Ла-Рошель. Население кантона на 2006 год составляло 19 563 человек.
Код INSEE кантона 1745. Всего в кантон Ла-Рошель 6-й кантон входят 1 коммун, из них главной коммуной является Ла-Рошель 6-й кантон.

## Коммуны кантона
- Ла-Рошель — население 19.563 чел.